# 周祝瑛

## 學術經歷
曾任職於臺灣政治大學(NCCU)教育系教授與博士導師，美國加州大學洛杉磯校區（UCLA）比較及國際教育博士及博士後研究。在臺任職期間，兩度獲選為美國傅爾布萊特資深學者( Fulbright Senior Scholar )。擔任國際期刊特刊《Higher Education Policy, Chinese Education and Society》的主編與編輯委員等職。先後在紐西蘭奧克蘭大學(The University of Auckland)、美國哈佛大學費正清研究中心 (Fairbank Center, Harvard University)與加拿大英屬哥倫比亞大學 ( University of British Columbia)等單位擔任訪問學者；奧地利維也納大學(Universität Wien)、日本國際教養大學 (こくさいきょうようだいがく)、東北大學 ( とうほくだいが )、新加坡國立教育研究院 (National Institute of Education)等學術機構講學。除此，足跡也遍及中、港、澳、日、韓與希臘等地從事學術研究。常年致力於推動兩岸大學生交流活動及研究。著有《豬肉攤上的教育家》、《誰捉弄了臺灣教改？》、《華人教育模式：全球化模式》、《當X世代遇到Z世代的大學教學》、《Taiwan Education at the Crossroad》,《 The SSCI Syndrome in Taiwan's Academia》、《Cultural and Educational Exchanges between Rival Societies》 等專書，並提出「兩岸化」 (cross-straitization) 等論述，主張文化與教育交流，是衝突地區與國家中消彌衝突、增進理解、開創和平的最佳途徑。

## 走入社會
周教授曾受邀擔任「教育部中央教師申訴評議委員會」委員，教育部｢黃金十年、百年樹人教育報告書｣撰稿人之一，教育部「返國公費留學生聯誼會」會議召集人，「高等教育評鑑中心」兼任研究員、政大校長遴選委員會委員，「臺灣競爭力論壇」教育組召集人，以及相關部會諮詢委員等。
2003 年7月與臺大黃光國、臺灣師大吳武典等百餘位教授，共同發起「教改萬言書」行動，針對當年由中研院李遠哲院長所主持的教改會中的改革規劃，提出臺灣教育的十三個亂象。隨後組織「教改總體檢論壇」(簡稱「教改論壇」)，持續二十年對臺灣教育政策提出針砭批判。2007年12月以政大教師會會長身分，對當時任職教育部主秘莊國榮助理教授，在拆除中正紀念堂「大中至正」牌匾，與協助行政院追討救國團產權等爭議行動中，以「莊主秘，請回吧！」一文，公開呼籲莊回歸學術界。
2010年12月結合政大教師會、教改論壇、臺灣競爭力論壇共同發起「反對獨尊SSCI、SCI，找回大學求是精神」全臺學界連署活動，批評教育當局以SSCI（社會科學論文索引）、SCI（科學論文索引）等「論文索引」資料庫，作為各大學學術評鑑或經費補助的依據，影響臺灣學術界的正常發展，因而提出「多元評鑑指標」建議。在數千人連署後，促成教育部、國科會調整相關政策。周教授也出版專書探討上述議題，首創 "The SSCI Syndrome" 一詞，成為國際學術界相關研究的重要名詞。2014年三月太陽花學運開始，期間大學生因參加學運，遭到授課教師詢問為何不當面請假，反而在網路上批評老師的質疑？周教授對此現象有感而發。不料，被媒體報導成認為大學生「網路一條龍，現實生活一條蟲」，引發爭議。近年來，也針對陸生來臺政策，提出長期追蹤研究結果，建議海峽兩岸要持續學術交流，尤其陸生來臺求學，對於兩岸關係具正面影響。

## 在政大的日子
2015年11 月30 日政大校務會議中，校方以「近年來大學出現課程量過多、學生拚命修課、專任教師開課量過大」等理由，在事先未經詳細評估與研究，即提出「新制課程精實方案」，欲將全校各級教師每學年授課降至12小時。因茲事體大，周教授不顧人單勢孤，在會議上與周行一校長兼主席，展開政策辯論。後來全體投票表決，以一票之差敗北，通過此項難以回頭的降低授課時數計畫。接著，2018年初，因政大校務會議通過撤除校內圖書館的蔣公坐姿銅像，時任委員的周教授以「蔣為政大創校校長，如此處理恐有違倫常云云」，公然反對，並聲稱要賣房子來搶救蔣公銅像，藉以保存！引發關注。在大學法實施多年後，針對大學校長、學院與系所主管，因選舉所產生的各種爭議，提出改革建言，呼籲大學人事案，要依法行政與顧及倫理，以端正學術風氣，捍衛大學理念。

## 教學點滴
周教授於2007年參與大學機構典藏政策，在政大WWW3網站架設個人網頁資料庫，將教學與學術著作上傳網站，供各界自由「開放獲取」(open access，簡稱OA)。多年來，周教授在教學上以「問題取向」為主，開設：比較教育、全球教改趨勢，與衝突國家地區的文教交流等中、英語課程。其中，在「性別教育你我他」課程中，首創「模擬約會」作業，鼓勵學生在大學期間進行約會與談戀愛。
教學之餘，周教授勤於筆耕，其作品見於國內外報紙與專欄中。